# Clay Guida
Pour les articles homonymes, voir Guida (homonymie).
Clayton Charles Guida, né le 8 décembre 1981 à Round Lake dans l'Illinois, est un combattant professionnel américain d'arts martiaux mixtes (MMA). Il évolue actuellement au sein de l'organisation Ultimate Fighting Championship dans la catégorie poids plumes.

## Palmarès en arts martiaux mixtes
| 51 combats     | 34 victoires | 17 défaites |
| Par KO         | 5            | 2           |
| Par soumission | 16           | 9           |
| Sur décision   | 13           | 6           |

| Résultat | Record | Adversaire        | Méthode                                 | Événement                                             | Date              | Round | Temps | Lieu                                  | Notes                                          |
| -------- | ------ | ----------------- | --------------------------------------- | ----------------------------------------------------- | ----------------- | ----- | ----- | ------------------------------------- | ---------------------------------------------- |
| Victoire | 34-17  | Joe Lauzon        | TKO (coups de poing et de coude)        | UFC Fight Night : Poirier vs. Pettis                  | 11 novembre 2017  | 1     | 1:07  | Norfolk, Virginie, États-Unis         |                                                |
| Victoire | 33-17  | Erik Koch         | Décision unanime                        | UFC Fight Night : Chiesa vs. Lee                      | 25 juin 2017      | 3     | 5:00  | Oklahoma City, Oklahoma, États-Unis   |                                                |
| Défaite  | 32-17  | Brian Ortega      | TKO (coups de genoux)                   | UFC 199 : Rockhold vs. Bisping II                     | 4 juin 2016       | 3     | 4:40  | Inglewood, Californie, États-Unis     |                                                |
| Défaite  | 32-16  | Thiago Tavares    | Soumission (Guillotine Chock)           | UFC 199 : UFC Fight Night : Belfort vs. Henderson III | 7 novembre 2015   | 1     | 0:39  | São Paolo, Brésil                     |                                                |
| Victoire | 32-15  | Robbie Peralta    | Décision unanime                        | UFC Fight Night: Mendes vs. Lamas                     | 4 avril 2015      | 3     | 5:00  | Fairfax, Virginie, États-Unis         |                                                |
| Défaite  | 31-15  | Dennis Bermudez   | Soumission (rear naked choke)           | UFC on Fox: Lawler vs. Brown                          | 26 juillet 2014   | 2     | 2:57  | San José, Californie, États-Unis      |                                                |
| Victoire | 31-14  | Tatsuya Kawajiri  | Décision unanime                        | UFC Fight Night: Nogueira vs. Nelson                  | 11 avril 2014     | 3     | 5:00  | Abou Dabi, Émirats Arabes Unis        | Combat de la soirée                            |
| Défaite  | 30-14  | Chad Mendes       | TKO (coups de poing)                    | UFC 164: Henderson vs. Pettis                         | 31 août 2013      | 3     | 0:30  | Milwaukee, Wisconsin, États-Unis      |                                                |
| Victoire | 30-13  | Hatsu Hioki       | Décision partagée                       | UFC on Fox: Johnson vs. Dodson                        | 26 janvier 2013   | 3     | 5:00  | Chicago, Illinois, États-Unis         | Début en poids plume                           |
| Défaite  | 29-13  | Gray Maynard      | Décision partagée                       | UFC on FX: Guida vs. Maynard                          | 22 juin 2012      | 5     | 5:00  | Atlantic City, New Jersey, États-Unis |                                                |
| Défaite  | 29-12  | Ben Henderson     | Décision unanime                        | UFC on Fox: Velasquez vs. Dos Santos                  | 12 novembre 2011  | 3     | 5:00  | Anaheim, Californie, États-Unis       | Combat de la soirée                            |
| Victoire | 29-11  | Anthony Pettis    | Décision unanime                        | The Ultimate Fighter 13 Finale                        | 4 juin 2011       | 3     | 5:00  | Las Vegas, Nevada, États-Unis         |                                                |
| Victoire | 28-11  | Takanori Gomi     | Soumission (étranglement en guillotine) | UFC 125: Resolution                                   | 1er janvier 2011  | 2     | 4:57  | Las Vegas, Nevada, États-Unis         |                                                |
| Victoire | 27-11  | Rafael dos Anjos  | Blessure à la mâchoire                  | UFC 117: Silva vs. Sonnen                             | 7 août 2010       | 3     | 1:51  | Oakland, Californie, États-Unis       |                                                |
| Victoire | 26-11  | Shannon Gugerty   | Soumission (étranglement bras/tête)     | UFC Live: Vera vs. Jones                              | 21 mars 2010      | 2     | 3:40  | Broomfield, Colorado, États-Unis      | Soumission de la soirée                        |
| Défaite  | 25-11  | Kenny Florian     | Soumission (rear naked choke)           | UFC 107: Penn vs. Sanchez                             | 12 décembre 2009  | 2     | 2:19  | Memphis, Tennessee, États-Unis        |                                                |
| Défaite  | 25-10  | Diego Sanchez     | Décision partagée                       | The Ultimate Fighter: US vs. UK Finale                | 20 juin 2009      | 3     | 5:00  | Las Vegas, Nevada, États-Unis         | Combat de la soirée                            |
| Victoire | 25-9   | Nate Diaz         | Décision partagée                       | UFC 94: St-Pierre vs. Penn 2                          | 31 janvier 2009   | 3     | 5:00  | Las Vegas, Nevada, États-Unis         | Combat de la soirée                            |
| Victoire | 24-9   | Mac Danzig        | Décision unanime                        | UFC Fight Night: Diaz vs. Neer                        | 17 septembre 2008 | 3     | 5:00  | Omaha, Nebraska, États-Unis           |                                                |
| Victoire | 23-9   | Samy Schiavo      | TKO (coups de poing)                    | UFC Fight Night: Florian vs. Lauzon                   | 2 avril 2008      | 1     | 4:15  | Broomfield, Colorado, États-Unis      |                                                |
| Défaite  | 22-9   | Roger Huerta      | Soumission (rear naked choke)           | The Ultimate Fighter 6 Finale                         | 8 décembre 2007   | 3     | 0:51  | Las Vegas, Nevada, États-Unis         |                                                |
| Victoire | 22-8   | Marcus Aurelio    | Décision partagée                       | UFC 74: Respect                                       | 25 août 2007      | 3     | 5:00  | Las Vegas, Nevada, États-Unis         |                                                |
| Défaite  | 21-8   | Tyson Griffin     | Décision partagée                       | UFC 72: Victory                                       | 16 juin 2007      | 3     | 5:00  | Belfast, Irlande du Nord              | Combat de la soirée                            |
| Défaite  | 21-7   | Din Thomas        | Décision unanime                        | UFC Fight Night: Evans vs. Salmon                     | 25 janvier 2007   | 3     | 5:00  | Hollywood, Floride, États-Unis        |                                                |
| Victoire | 21-6   | Justin James      | Soumission (rear naked choke)           | UFC 64: Unstoppable                                   | 14 octobre 2006   | 2     | 4:42  | Las Vegas, Nevada, États-Unis         | Début à l'UFC                                  |
| Victoire | 20-6   | Joe Martin        | Décision unanime                        | WEC 23: Hot August Fights                             | 17 août 2006      | 3     | 5:00  | Lemoore, Californie, États-Unis       |                                                |
| Défaite  | 19-6   | Yusuke Endo       | Soumission (clé de bras)                | Shooto 2006: 7/21 in Korakuen Hall                    | 21 juillet 2006   | 1     | 2:47  | Tokyo, Japon                          |                                                |
| Défaite  | 19-5   | Gilbert Melendez  | Décision partagée                       | Strikeforce: Revenge                                  | 9 juin 2006       | 5     | 5:00  | San José, Californie, États-Unis      | Perd le titre poids légers du Strikeforce.     |
| Victoire | 19-4   | Josh Thomson      | Décision unanime                        | Strikeforce: Shamrock vs. Gracie                      | 10 mars 2006      | 5     | 5:00  | San José, Californie, États-Unis      | Remporte le titre poids légers du Strikeforce. |
| Défaite  | 18-4   | Tristan Yunker    | Soumission (rear naked choke)           | KOTC: Redemption on the River                         | 17 février 2006   | 1     | 1:17  | San José, Californie, États-Unis      |                                                |
| Victoire | 18-3   | Joe Jordan        | Décision unanime                        | XFO 8: Xtreme Fighting Organization 8                 | 10 décembre 2005  | 3     | 5:00  | Moline, Illinois, États-Unis          |                                                |
| Victoire | 17-3   | Jeff Carstens     | TKO (blessure)                          | IHC 9: Purgatory                                      | 19 novembre 2005  | 1     | 3:01  | Hammond, Indiana, États-Unis          |                                                |
| Victoire | 16-3   | Dave Lehr Cochran | Soumission (rear naked choke)           | KOTC: Xtreme Edge                                     | 17 septembre 2005 | 1     | 2:26  | Indianapolis, Indiana, États-Unis     |                                                |
| Victoire | 15-3   | John Strawn       | Soumission (étranglement bras/tête)     | XFO 7: Xtreme Fighting Organization 7                 | 27 août 2005      | 2     | 3:12  | Island Lake, Illinois, États-Unis     |                                                |
| Victoire | 14-3   | Jay Estrada       | Soumission (rear naked choke)           | Combat: Do Fighting Challenge 4                       | 13 août 2005      | 1     | N/A   | Illinois, États-Unis                  |                                                |
| Victoire | 13-3   | Bart Palaszewski  | Décision unanime                        | XFO 6: Judgement Day                                  | 25 juin 2005      | 3     | 5:00  | Lakemoor, Illinois, États-Unis        |                                                |
| Victoire | 12-3   | Alonzo Martinez   | Soumission (étranglement bras/tête)     | XKK: Des Moines                                       | 20 mai 2005       | 3     | N/A   | Des Moines, Iowa, États-Unis          |                                                |
| Victoire | 11-3   | Chris Mickle      | Décision unanime                        | XKK: Des Moines                                       | 20 mai 2005       | 3     | 5:00  | Des Moines, Iowa, États-Unis          |                                                |
| Victoire | 10-3   | Alex Carter       | Soumission (coups de poing)             | Combat: Do Fighting Challenge 3                       | 14 mai 2005       | 1     | 2:54  | Illinois, États-Unis                  |                                                |
| Victoire | 9-3    | Brandon Adamson   | Soumission (rear naked choke)           | Xtreme Fighting Organization 5                        | 19 mars 2005      | 1     | 3:02  | Lakemoor, Illinois, États-Unis        |                                                |
| Victoire | 8-3    | Bill Guardiola    | Soumission (clé de cheville)            | Combat: Do Fighting Challenge 2                       | 5 février 2005    | 1     | N/A   | Illinois, États-Unis                  |                                                |
| Victoire | 7-3    | Dennis Davis      | KO (coup de genou)                      | MMA Mexico: Day 2                                     | 18 décembre 2004  | 1     | N/A   | Ciudad Juárez, Mexique                |                                                |
| Victoire | 6-3    | Vito Woods        | Soumission (étranglement en guillotine) | Xtreme Fighting Organization 4                        | 3 décembre 2004   | 2     | 1:19  | McHenry, Illinois, États-Unis         |                                                |
| Victoire | 5-3    | Randy Hauer       | TKO (coups de poing)                    | Extreme Challenge 60                                  | 12 novembre 2004  | 1     | 2:25  | Medina, Minnesota, États-Unis         |                                                |
| Victoire | 4-3    | Bill Guardiola    | Soumission (clé de cheville)            | Combat: Do Fighting Challenge 1                       | 23 octobre 2004   | 1     | N/A   | Cicero, Illinois, États-Unis          |                                                |
| Défaite  | 3-3    | Gabe Lemley       | Soumission (clé de bras)                | XFO 2: New Blood                                      | 26 juin 2004      | 2     | 0:33  | Fontana, Wisconsin, États-Unis        |                                                |
| Victoire | 3-2    | Jed Deno          | Soumission (étranglement)               | UCS 2: Battle at the Barn                             | 1er mai 2004      | 1     | 3:35  | Rochester, Minnesota, États-Unis      |                                                |
| Victoire | 2-2    | Shawn Nolan       | N/A                                     | XKK: Clash in Curtiss 5                               | 3 avril 2004      | N/A   | N/A   | Curtiss, Wisconsin, États-Unis        |                                                |
| Défaite  | 1-2    | Dan Duke          | N/A                                     | XKK: Clash in Curtiss 5                               | 3 avril 2004      | N/A   | N/A   | Curtiss, Wisconsin, États-Unis        |                                                |
| Victoire | 1-1    | Adam Bass         | Soumission (rear naked choke)           | XFO 1: The Kickoff                                    | 14 mars 2004      | 1     | 2:53  | Lake Geneva, Illinois, États-Unis     |                                                |
| Défaite  | 0-1    | Adam Copenhaver   | Soumission (étranglement)               | Silverback Classic 17                                 | 26 juillet 2003   | 1     | N/A   | Ottawa, Illinois, États-Unis          |                                                |